# Ray Davies (regatista)
Ray Davies (Auckland, Nueva Zelanda, 22 de noviembre de 1971) es un regatista neozelandés. Actualmente es el entrenador del Team New Zealand. 
Comenzó a navegar en el Murrays Bay Sailing Club, donde competía en la clase P-Class y donde coincidió durante su juventud con Dean Barker,  antes de pasar a la vela de crucero.
Ganó la Admiral’s Cup de 1999 con el equipo de Países Bajos como táctico del Mean Machine. También en 1999 ganó el campeonato del mundo de la clase Maxi a la caña del "Skandia".

## Vuelta al mundo a vela
Quedó segundo en la edición de 1997-98 de la vuelta al mundo a vela a bordo del "Merit Cup", que patroneaba Grant Dalton, y ganó la edición de 2001-02 como trimmer y caña del "Illbruck Challenge", que patroneaba John Kostecki.

## Copa América
Su primera participación en la Copa América fue en la edición de 2000, en la que formó parte del equipo AmericaOne. En las ediciones de 2003, 2007 y 2013 ya compitió con el equipo del Real Escuadrón de Yates de Nueva Zelanda, el Team New Zealand. En 2003 trabajó en el departamento de meteorología, en 2007 pasó a la estructura de popa y en 2013 ejerció como táctico.